# Félix de la Roza
Félix de la Roza fue una patriota argentina, hermana de José Ignacio de la Roza, futuro teniente gobernador de la provincia de San Juan y uno de los principales colaboradores del general San Martín para el Ejército de Los Andes. Es considerada una de las Patricias Argentinas.

## Biografía
Hija de Fernando de la Roza y de Andrea Torres, era descendiente de familias ricas y distinguidas de la ciudad de San Juan. 
Ya asumido el gobierno por su hermano, al levantarse en Cuyo el Ejército de los Andes, el 8 de junio de 1815 contribuyó personalmente a su equipamiento con dinero y joyas: 50 pesos en metálico, "una cadena de oro con peso de dos onzas" (valuada en 22 pesos), y otros 29 pesos en chafalonía de plata.
En 1817 intervino en la confección de la bandera, la llamada "Bandera Ciudadana", con que marchó la IV división que al mando de Juan Manuel Cabot tomó parte del Cruce de los Andes por el norte (Paso de Guana) contra la provincia de Coquimbo.
Tras un primer matrimonio con Juan Agustín de Quiroga, el 17 de julio de 1818 casó con el catamarqueño Alejo Junco. 
El 9 de enero de 1820 su hermano fue derrocado, encarcelado y condenado a muerte por los sublevados del Batallón N° 1 Cazadores de los Andes bajo el mando de Mariano Mendizabal, casado con su hermana Juana de la Roza. Félix, mujer de fuerte carácter, se ocupó activamente de liberar a su hermano, participando de numerosos planes para su evasión. Finalmente logró que la pena fuera conmutada por la de destierro y tanto su hermano como su esposo Alejo Junco se exiliaron en Perú para ya no regresar. El 13 de mayo de 1834 de la Roza le comunicó la muerte de su esposo.
El escritor Damián Hudson relataría que Félix era "la misma que sufrió de parte de Facundo Quiroga la más tenaz persecución y los más crueles ultrajes por unitaria y por haber dicho después de la derrota de este caudillo en la Laguna Larga a los que anunciaban la vuelta triunfante de Quiroga: "Sí, Faqcundo Quiroga ha de volver como volvió el rey don Sebastián, en su caballo blanco".